# Shinji Ono
Shinji Ono (jap. 小野伸二 Ono Shinji; ur. 27 września 1979 w Numazu) – japoński piłkarz występujący na pozycji pomocnika. Obecnie gracz z australijskiej A-League Western Sydney Wanderers.

## Kariera
Do Urawa Red Diamonds dołączył w 1998 roku. Szybko został ogłoszony wielkim talentem i powołany na Mistrzostwa Świata w Piłce Nożnej 1998. Miał wtedy 18 lat i był najmłodszym graczem z reprezentacji Japonii na mundialu.
Uwagę zagranicznych klubów przyciągnął występem na Mistrzostwach Świata U20 1999, gdy był kapitanem swojej drużyny. W 2000 roku doznał poważnej kontuzji kolana, która wykluczyła go z występu na Letnich Igrzyskach Olimpijskich w Sydney. Pod jego nie obecność Urawa spadła do Division B. Mimo wielu ofert pozostał rok w Urawie i pomógł im awansować do J-League.
Po znakomitym występie w Pucharze Konfederacji 2001 został kupiony przez Feyenoord. Pomógł wygrać Feyenoordowi Puchar UEFA 2002. Niestety kontuzje zatrzymały jego karierę. Po sezonie 2004/2005, w którym nie zagrał prawie ani jednego spotkania powrócił do Urawa Red Diamonds podpisując trzyletni kontrakt. W 2008 roku ponownie opuścił klub tym razem podpisując kontrakt z VfL Bochum.
Ono jest podstawowym zawodnikiem reprezentacji Japonii. Zagrał na trzech mundialach (1998, 2002, 2006). W sumie w narodowej drużynie rozegrał 55 spotkań strzelając 6 bramek.

## Sukcesy
- Młodzieżowy Mistrz Azji 1998
- Najlepszy Młody Piłkarz Azji 1998
- Najlepszy Młody Piłkarz J-League 1998
- Najlepszy Pomocnik Mistrzostw Świata U-20 1999
- Najlepszy piłkarz Azji 2002
- Występ na Mistrzostwach Świata 1998, 2002, 2006